# Grutle Kjellson
Grutle Kjetil (n. 24 decembrie 1973), mai bine cunoscut sub numele de scenă Grutle Kjellson, este solistul vocal și basistul formației norvegiene de viking metal / black metal Enslaved.

## Biografie
Grutle Kjellson și-a început cariera muzicală în 1990, la vârsta de 17 ani. În acest an el împreună cu Ivar Bjørnson și alți muzicieni au înființat formația de death metal Phobia; un an mai târziu, în 1991, formația s-a desființat. Tot în 1991 Grutle împreună cu Ivar și Trym Torson au înființat formația Enslaved. În 1996 Grutle împreună cu Ivar, Infernus și Tormentor au înființat formația Desekrator (thrash metal), formație care între timp s-a desființat. În 2005 Grutle împreună cu Ivar, Ice Dale și alți muzicieni au înființat formația Trinacria.
Tot în 2005, în cadrul filmului documentar Metal: A Headbanger's Journey, Grutle a acordat un interviu regizorului Sam Dunn în care își exprimă opinia referitor la incendierile de biserici care au avut loc la începutul anilor '90, acțiuni asociate cu Cercul Negru și cu comunitatea black metal în general:
"Cred că într-un fel creștinismul a meritat-o. Norvegienii nu au ales această religie, ci le-a fost impusă. ... Din punct de vedere istoric creștinismul a meritat-o."
În 2007 Grutle și Ivar au participat la campania anti-piraterie Piracy Kills Music. Această campanie a fost inițiată de filiala norvegiană a Federației Internaționale a Industriei Fonografice (IFPI) ca formă de protest împotriva propunerii legislative a liderului partidului liberal Venstre, Lars Sponheim, de a legaliza pirateria. Concret, acțiunea celor doi a constat în furtul unei oi aflată în proprietatea lui Lars, raționamentul fiind "dacă ei ne fură muzica, noi le furăm oile". Acțiunea a fost filmată și apoi promovată în cadrul campaniei. Ulterior Grutle a declarat că de fapt nu au furat oaia respectivă, ci doar au împrumutat-o de la un fermier și i-au înlocuit crotaliile cu unele asemănătoare celor ale oilor politicianului.

## Discografie
cu Phobia
- Feverish Convulsions (Demo) (1991)

cu Enslaved
Informații suplimentare: Enslaved#Discografie
cu Desekrator
- Metal for Demons (Album de studio) (1998)

cu Trinacria
- Travel Now Journey Infinitely (Album de studio) (2008)